# Акмолинский областной русский драматический театр
Акмолинский областной ру́сский драмати́ческий теа́тр (АОРДТ) — драматический театр в центре Кокшетау, Казахстан, основанный в 1977 году. Ранее до 1993 года — Кокчетавский областной русский драматический театр, затем до 2000 года  — Кокшетауский областной русский драматический театр.

## Названия театра
Официальные названия по году переименования:
- 1977 — Кокчетавский областной русский драматический театр.
- 1993 — Кокшетауский областной русский драматический театр.
- 2000 — Акмолинский областной русский драматический театр (АОРДТ).

## История театра
Постановление об открытии областного драматического театра было принято Кокчетавским областным комитетом КП Казахстана 8 февраля 1977 года. Кокчетавский областной русский драматический театр открылся 28 октября 1977 года спектаклем Л. И. Славина «Интервенция» (режиссёр Я. А. Куклинский). Первоначально домом для коллектива стала часть здания ДК им. В. И. Ленина.
05 октября 1999 года согласно совместному решение 26 сессии гормаслихата и акима г. Кокшетау от 05 октября 1999 года № С-26/16, № 64, дворец им. Ленина переименован во Дворец Культуры «Кокшетау».
25 ноября 2000 года театр получил современное название. В 2002 году театру было предоставлено новое здание с двумя залами.

## Репертуар
На сцене театра осуществляются постановки произведений казахских и русских драматургов, а также пьесы мировых классиков.
Среди постановок казахских драматургов — «Поэма о любви» Г. Мусрепова (на основе поэмы «Козы Корпеш — Баян сулу»), «Дом в степи» С. Жунусова, «Клятва Чокана» Ш. Валиханова, «Окжетпес» (по поэме «Кокшетау» С. Сейфуллина) и «Ночные звёзды» О. Жанайдарова. Среди постановок классиков русской литературы — «Преступление и наказание» на основе романа Ф. М. Достоевского, «Ревизор» и «Майская ночь» Н. В. Гоголя, «Чайка» А. П. Чехова.
В 2004 году был поставлен спектакль в новаторском формате — рок-опера «Ромео и Джульетта» на музыку Е. Терёхиной.
Спектакли театра многократно становились лауреатами и дипломантами международных театральных фестивалей.

## Коллектив
Художественные руководители театра:
- 1977—1997 — Я. А. Куклинский.
- 2001—2014 — В. В. Тарасов.
- С 2014 года — Б. С. Бахтыгереев.

Директора театра:
- 1977—1979 — Ю. Лакомов.
- 1979—1981 — В. И. Гааг.
- 1981—2000 — А. П. Мирошниченко.
- 2001—2014 — В. В. Тарасов.
- С 2014 года — Б. С. Бахтыгереев.

Главным режиссёром театра является О. Б. Луцива.